# Tephritis hyoscyami
Tephritis hyoscyami
 es una especie de insecto díptero que Linnaeus describió científicamente por primera vez en el año 1758.
Esta especie pertenece al género Tephritis de la familia Tephritidae.